# Hitch – Der Date Doktor
Hitch – Der Date Doktor ist eine US-amerikanische romantische Komödie des Regisseurs Andy Tennant aus dem Jahr 2005.

## Handlung
Alex „Hitch“ Hitchens, genannt „Date-Doktor“, ist ein Meister seines Fachs. Diskret gibt er Männern Hilfestellung, um ein erstes Date mit ihren Angebeteten zu bekommen. So auch Albert Brennaman, der in die reiche und berühmte Allegra Cole verliebt ist, als Steuerberater in vierter Reihe jedoch eigentlich keine Chance bei ihr hat. Während er sich von Hitch Tipps geben lässt, wie er doch bei ihr landen kann, verliebt sich dieser in Sara Melas, eine Klatschreporterin. Die findet bei ihren Recherchen zur Beziehung zwischen Albert und Allegra heraus, dass Hitch der „Date-Doktor“ ist. Irrtümlicherweise denkt sie, er habe einen Mann unterstützt, der ihre beste Freundin für einen One-Night-Stand missbrauchte, und „outet“ ihn in ihrer Zeitung. Auch die Beziehung zwischen Albert und Allegra kriselt, da Allegra denkt, Hitch habe Albert so manipuliert, dass sie ihn mag. Hitch trifft sich mit Allegra und klärt das Missverständnis auf, Albert und Allegra bleiben zusammen. Nach einem klärenden Gespräch versöhnen sich auch Sara und Hitch und werden ein Paar.

## Verschiedenes
- Will Smith und Kevin James wurden durch ihre Hauptrollen in den Comedy-Serien Der Prinz von Bel-Air bzw. King of Queens bekannt.
- Smith schlug James für die Rolle als Albert vor, weil er ein großer Fan von King of Queens ist.
- Eva Mendes bekam die Rolle der Sara Melas, weil die Produzenten Vorbehalte des Publikums bei einer „schwarz-weißen“ Filmromanze fürchteten und mit einer Latina auf Nummer sicher gehen wollten.[3]
- Hitch ist englisch für (Anhänger-)Kupplung.
- Der ursprüngliche Titel des Films ist „The Last First Kiss“ (Der letzte erste Kuss).
- Die Tanz-Sequenzen mit James und Smith wurden größtenteils improvisiert. Selbst Smith wusste zuerst nicht, welche Art Tanz jeweils gefilmt werden würde.
- Der Film spielte weltweit über 371,6 Millionen US-Dollar ein (Stand: 21. April 2022).
- In Deutschland sahen ihn etwas mehr als 4 Millionen Zuschauer.
- Die letzte Szene spielt im Garten des Landsitzes Old Westbury Gardens, Long Island, New York. Diese Kulisse wurde erstmals in Hitchcocks Der unsichtbare Dritte verwendet und ist ebenfalls in den Filmen Wolf – Das Tier im Manne und Eiskalte Engel zu sehen.

## Soundtrack
1. 1 Thing
2. Don't You Worry 'Bout A Thing
3. This Is How I Feel
4. Ooh Wee
5. Now That We Found Love
6. Happy
7. Love Train
8. I Can't Get Next To You
9. You Can Get It If You Really Want
10. It's Easy To Fall In Love (With A Guy Like You)
11. Reasons
12. Never Gonna Let You Go (She's a Keepa)
13. Turn Me On

## Kritiken
„Routinierte Komödie, amüsant nicht zuletzt aufgrund des Slapstick-Talents von Komiker Kevin James, der einen der Patienten des ‚Date Doktors‘ spielt. Der Film feiert das Glück des Zusammenkommens, wobei allerdings die eigentlichen Romanzen relativ konturlos und unoriginell bleiben.“

„Und dennoch geht die Unwahrscheinlichkeitsrechnung, die der Regisseur da aufstellt, voll auf. Weil der Date-Doktor Alex ‚Hitch‘ Hitchens von Will Smith gegeben wird. Der hat sämtliche Eddie-Murphyrismen aus seinem Spiel verbannt und ist so elegant, charmant und gewitzt, wie man es sonst nur von George Clooney gewohnt ist.“

„[…] eine Prise ‚Notting Hill‘, eine Prise ‚Pretty Woman‘, eine clever konstruierte Story, die über die volle Distanz unterhält, und eine durchweg überzeugende Besetzungsliste (charmant: Will Smith, bezaubernd: Eva Mendes) machen ‚Hitch‘ zu dem, was wir seit langem vermissten: eine intelligente Komödie für beiderlei Geschlecht, die in ihrer märchenhaften Verpackung Date-Geschädigten aus dem Herzen spricht – und aus der sie auch noch einige Flirt-Tipps mit nach Hause nehmen können.“

## Auszeichnungen
- Teen Choice Awards (2005): 9 Nominierungen, davon den für Choice Movie Actor: Comedy (Will Smith) gewonnen
- BET Comedy Awards (2005): 2 Nominierungen, u. a. für Outstanding Theatrical Film
- Image Awards (2006): 2 Nominierungen, u. a. für Outstanding Motion Picture